# Vinko Jelovac
Vinko Jelovac (cirílico:Винко Јеловац) (15 de outubro de 1950) é um ex-basquetebolista e treinador nascido na Croácia, mas com nacionalidade eslovena que integrou a seleção iugoslava que conquistou medalha de prata disputada no torneio de basquetebol nos XXI Jogos Olímpicos de Verão em 1976 em Montreal.